# Рутенийтритулий
Рутенийтритулий — бинарное неорганическое соединение
тулия и рутения
с формулой Tm3Ru,
кристаллы.

## Получение
- Сплавление стехиометрических количеств чистых веществ:

{\displaystyle {\mathsf {3Tm+Ru\ {\xrightarrow {1350^{o}C}}\ Tm_{3}Ru}}}

## Физические свойства
Рутенийтритулий образует кристаллы
тетрагональной сингонии, пространственная группа P nma, параметры ячейки a = 0,7260 нм, b = 0,8986 нм, c = 0,6173 нм, Z = 4,
структура типа карбида трижелеза Fe3C
.
Соединение образуется по перитектической реакции при температуре ≈1350°C .